# Charinus desirade
Espèce
Charinus desirade est une espèce d'amblypyges de la famille des Charinidae.

## Distribution
Cette espèce est endémique de La Désirade en Guadeloupe. Elle se rencontre sur le morne à Marthe.

## Description
Le mâle holotype mesure 4,95 mm et la femelle paratype 5,20 mm.
La carapace du mâle holotype décrit par Miranda, Giupponi, Prendini et Scharff en 2021 mesure 1,95 mm de long sur 2,40 mm et celle de la femelle paratype 2,00 mm de long sur 3,20 mm.

## Étymologie
Son nom d'espèce lui a été donné en référence au lieu de sa découverte, La Désirade.

## Publication originale
- Teruel & Questel, 2015 : « A new species of Charinus Simon, 1892 (Amblypygi: Charinidae) from Guadeloupe, Lesser Antilles. » Revista Ibérica de Aracnología, no 26, p. 43-47.